# 결집
결집(結集, 산스크리트어: संगीति saṁgῑti 상기티)은 불교의 창시자인 고타마 붓다의 가르침을 함께 암송하고 불경을 편찬하기 위하여 소집된 모임이다. 합송(合誦)이라고도 한다. 

## 제1회 결집
고타마 붓다는 자신의 가르침을 글로 남기지 않았으므로 고타마 붓다가 입멸하게 되자 그의 가르침의 내용이 올바르게 후대에 전해질 것인가가 의심스러워졌다. 고타마 붓다의 제자인 마하가섭(摩訶迦葉)은 고타마 붓다의 가르침을 옳게 파악해 놓지 않으면 사이비 설법이 세상에 나돌아 결국에는 정법정률(正法正律)이 없어지게 될 것임을 두려워하여 고타마 붓다가 입멸한 다음 해의 우계(雨季)에 왕사성 밖의 칠엽굴(七葉窟)에 500명의 비구를 모아놓고 고타마 붓다의 가르침에 대한 결집(結集)을 거행하였다. 이때의 결집을 오백결집(五白結集)이라 한다. 다문제일(多聞第一)의 아난(阿難)이 경(經)을 독송하고 계율을 지키는 데에 으뜸인 우바리(優婆離)가 율(律)을 송출(誦出)하였다. 경이라 함은 교리와 사문에 관한 설법이며, 율은 행위와 교단에 관한 규정이다. 

## 제2회 결집
제1회 결집 당시에도 이미 신구(新舊) 사상의 대립이 엿보이게 되었는데 고타마 붓다의 입멸 후 약 100년이 지나자 계율에 대한 새로운 설을 제창하는 자가 나타나 불교의 교단은 보수적인 상좌부(上座部)와 진보적인 대중부(大衆部)로 분열되었다. 이에 바이샬리(Vaisali, 吠舍離)에서 야사(耶舍)가 중심이 된 700명의 상좌부 장로가 모여 주로 율장(律藏)을 편집하고 교단의 통제에 힘썼다. 이를 칠백결집이라고도 한다. 일설(南傳島史 등)에 따르면 이에 불복한 진보적인 비구들이 1만명의 다수인을 모아 독자적인 결집을 열었다고 한다. 이를 대결집(大結集)이라 부르는데 이들은 보수적인 상좌로부터 이탈하여 대중부를 형성하였다.
야사존자는 10가지 계율을 위반하고 있다고 보았다. 그러나 바이살리에서는 이러한 10가지가 파계는 아니라고 하여 허용되고 있었다. 핵심은 승려가 돈을 시주받는 문제로, 상좌부 불교의 야사존자는 돈을 받는 게 파계라고 보았고, 대중부 불교는 승려가 돈을 받아도 된다고 보았다.
- 염사정(鹽事淨, siṅgiloṇa). 그 전날 받은 소금을 비축해 두었다가 식사 때에 쓸 수 있다.
- 이지정(二指淨, dvaṅgula). 중식을 먹은 뒤에라도 해 그늘이 두 뼘 길이가 될 때까지 먹을 수 있다.
- 수희정(隨喜淨, gāmantara). 밥을 먹은 뒤에라도 다시 또 먹을 수 있다.
- 도행정(道行淨, āvāsa). 이미 도량에서 식사를 했더라도 도량 즉 사원 밖에서라면 다시 무언가를 먹을 수 있다.
- 낙장정(酪漿淨, amathita). 소유(酥油)나 꿀, 석밀(石蜜) 등을 우유에 타 두고, 밥을 먹지 않을 때 먹을 수 있다. 원래, 수행자는 먹는 것을 매우 통제했다.
- 치병정(治病淨, jalogipātum). 병을 치료할 목적으로 술을 마실 수 있다.
- 좌구정(坐具淨, adasakaṃ nisīdanam). 비구의 체구에 따라 좌구, 즉 방석의 크기를 조정할 수 있다.
- 구사정(舊事淨, āciṇṇa). 그 이전 사람이 하던 일을 따라 하면 율에 위반되어도 죄가 되지 않는다.
- 고성정(高聲淨, anumati). 따로 갈마법을 짓고 나중에 와서 억지로 다른 이의 용서를 구한다.
- 금보정(金寶淨, jātarūparajata). 금, 은 및 돈(화폐) 등을 보시받을 수 있다.

## 제3회 결집
남방에 전해진 불교에 의하면 아쇼카왕 시대에 싯타르타의 입멸 후 약 200년이 지난 때에 1000명의 비구들이 모여 율(律), 경(經), 논(論)의 삼장(三藏)을 결집하였다고 한다. 이를 천인(千人)결집이라고 부른다.

## 같이 보기
- 불교의 역사

## 참고 문헌
- 이 문서에는 다음커뮤니케이션(현 카카오)에서 GFDL 또는 CC-SA 라이선스로 배포한 글로벌 세계대백과사전의 내용을 기초로 작성된 글이 포함되어 있습니다.